# Bicyklická molekula

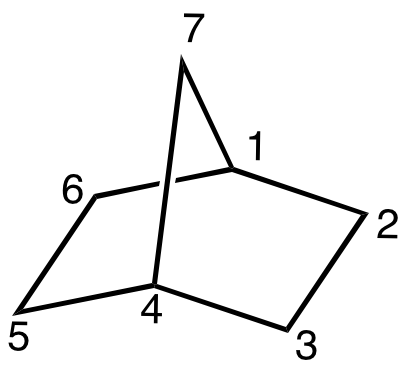
Norbornan, systematicky bicyklo[2.2.1]heptan

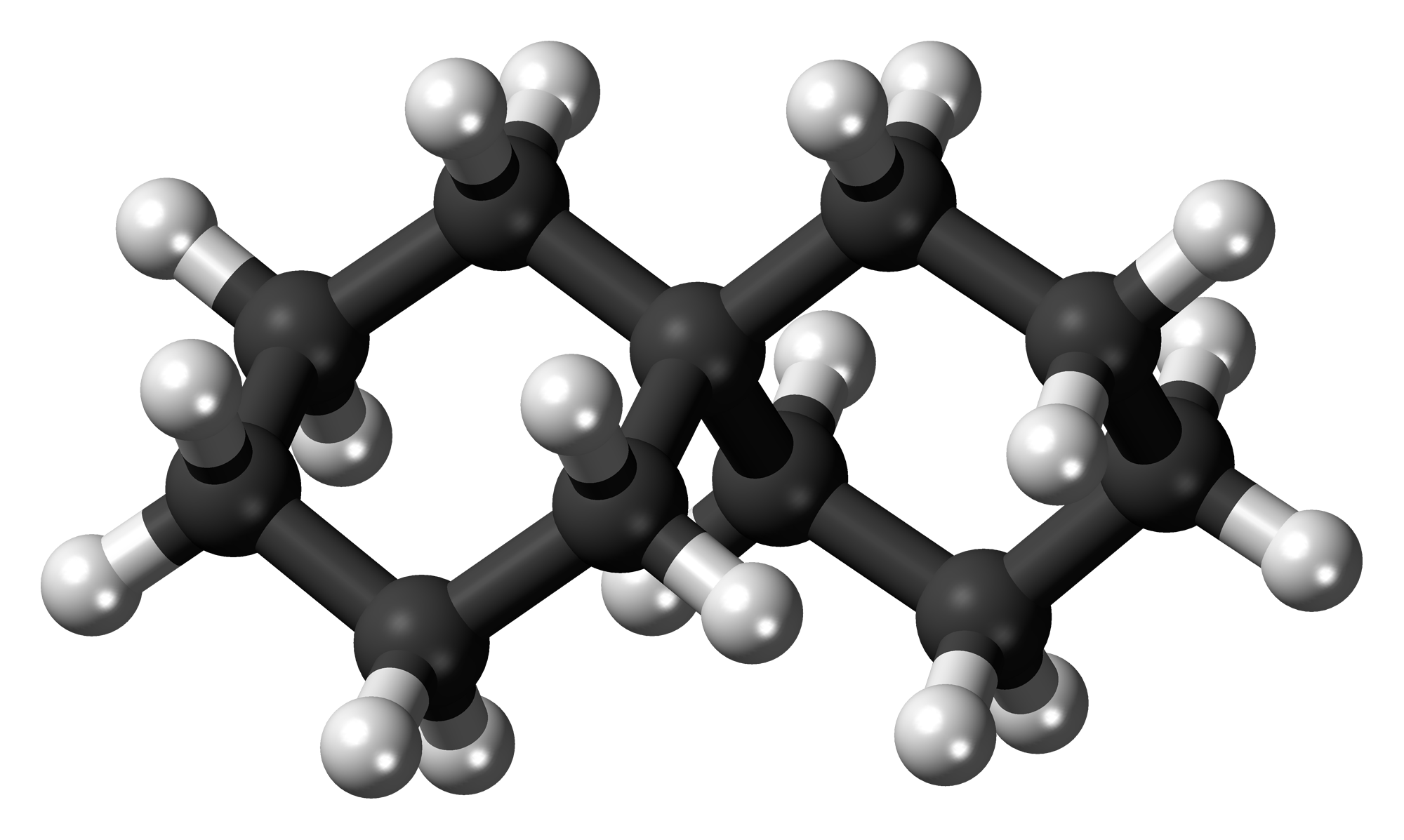
Spirocyklická sloučenina spiro[5.5]undekan

[[1,4-diazabicyklo(2.2.2)oktan|1,4-diazabicyklo[2.2.2]oktan]], heterobicyklická sloučenina

Příklad osmi-, devíti- a jedenáctiuhlíkatého bicyklického alkanu (bicyklo[2.2.2]oktan, bicyklo[3.3.1]nonan a bicyklo[3.3.3]undekan)

Bicyklická molekula je molekula obsahující dva kruhy se společnou vazbou. Bicyklické struktury jsou velmi časté; vyskytují se například v mnoha biologicky důležitých sloučeninách, jako jsou thujen a kafr. Bicyklické sloučeniny mohou být jak karbocyklické (všechny atomy tvořící kruh jsou uhlíky), tak i heterocyklické (kruh obsahuje nejméně jeden heteroatom, tedy atom jiného prvku, než je uhlík), kam patří například 1,4-diazabicyklo[2.2.2]oktan (DABCO).
Bicyklické struktury mohou být alifatické (jako u dekalinu a norbornanu), či aromatické (například naftalen), nebo kombinací alifatického a aromatického kruhu (například tetralin).
Kruhy v bicyklických molekulách mohou být propojeny třemi způsoby
- U spirosloučenin mají kruhy jediný společný atom, nazývaný spiroatom, obvykle jde o kvarterní uhlík.[4] Příkladem takové sloučeniny je spiropyran, používaný jako fotochromický přepínač.
- Kondenzované[5] bicyklické sloučeniny obsahují dvojici kruhů, které mají dva společné atomy, tedy jednu kovalentní vazbu (například α-thujen a dekalin).
- U můstkových bicyklických sloučenin mají dva kruhy společné tři nebo více atomů, kde jsou oba krajní atomy spojeny nejméně jedním můstkovým atomem; například norbornan (bicyklo[2.2.1]heptan) lze považovat za dvojici cyklopentanových kruhů, kde každý z nich má se druhým společné tři uhlíky. Složitějším případem je kafr.

## Názvosloví
Bicyklické molekuly mají své zvláštní názvosloví.
Základ názvu je založen na celkovém počtu atomů ve všech kruzích, po němž následují přípony označující navázané funkční skupiny, uspořádané podle Cahnových–Ingoldových–Prelogových pravidel. Atomy tvořící cyklus se číslují od jednoho z atomů společných pro oba kruhy a po řetězci se postupuje nejdelší možnou cestou k dalšímu společnému atomu; následně se číslují nejdelší zbývající cesty. K názvům kondenzovaných a můstkových sloučenin se přidává předpona bicyklo, ke spiro sloučeninám spiro. Mezi předponu a příponu se vkládají hranaté závorky, v nichž jsou čísla označující počty atomů uhlíku mezi krajními můstkovými atomy, uspořádána od největšího k nejmenšímu, a oddělují se tečkami.
Jako příklad může sloužit norbornan, jehož cyklická část obsahuje dohromady 7 atomů, takže základem systematického názvu je heptan. Mezi krajními můstkovými atomy jsou dvě cesty po 2 atomech a jedna tvořená 1 atomem, takže část názvu uzavřená v závorkách je [2.2.1]. Po připojení předpony bicyklo vychází označení bicyklo[2.2.1]heptan.
Uhlíkatý řetězec kafru má také 7 atomů, ale je substituován karbonylovou skupinou, proto má přípona tvar heptanon. Číslování řetězce začíná na uhlíku, na který je navázána methylová skupina, číslo 2 získává karbonylový uhlík a číslování pokračuje po nejdelším řetězci, až k dvojnásobně substituovanému uhlíku, jenž má číslo 7. Podobně jako u norbornanu má tato molekula mezi krajními můstkovými uhlíky dvě cesty po 2 atomech uhlíku a jednu složenou z 1 uhlíku, takže část názvu v závorkách je stále [2.2.1]. Spojením závorek a přípony vznikne [2.2.1]heptan-2-on. Předpona kromě složky bicyklo musí obsahovat také polohy všech methylových skupin, čímž nakonec vzniká systematický název 1,7,7-trimethylbicyklo[2.2.1]heptan-2-on.
Při pojmenovávání kondenzovaných bicyklických sloučenin se používá postup podobný jako u můstkových, pouze se v třetí části používá číslo 0, protože tyto sloučeniny nemají mezi můstkovými atomy žádné další; například dekalin se systematicky nazývá bicyklo[4.4.0]dekan. Pokud nemůže dojít k záměně, tak lze číslo 0 vypustit, například bicyklo[1.1.0]butan bývá často nazýván bicyklobutan.
Heterocyklická molekula DABCO má v cyklech celkem 8 atomů , takže základní název je oktan. Krajními můstkovými atomy jsou dusíky namísto uhlíků a před název se tak přidává skupina 1,4-diaza, což vede k označení 1,4-diazabicyklo[2.2.2]oktan.